# نیزک ایر ترنسپورت
نیزک ایر ترنسپورت (به انگلیسی: Nayzak Air Transport) یک شرکت هواپیمایی با کد یاتا M4 است. دفتر مرکزی نیزک ایر ترنسپورت در طرابلس، لیبی واقع شده‌است و قطب این شرکت هواپیمایی در فرودگاه بین‌المللی طرابلس قرار دارد.